# Hasankeyf
Hasankeyf – miasto w Turcji, w prowincji Batman. W 2016 roku liczyło 2975 mieszkańców. Leży nad rzeką Tygrys.